# Bubión
Bubión è un comune spagnolo di 357 abitanti situato nella comunità autonoma dell'Andalusia.